# Медвеженське сільське поселення (Вяземський район)
Медве́женське сільське поселення (рос. Медвеженское сельское поселение) — сільське поселення у складі Вяземського району Хабаровського краю Росії.
Адміністративний центр та єдиний населений пункт — селище Медвежий.

## Населення
Населення сільського поселення становить 98 осіб (2019; 136 у 2010, 267 у 2002).